# Ливингстон (Шкотска)
Ливингстон (енгл. Livingston) је град у Уједињеном Краљевству у Шкотској. Према процени из 2007. у граду је живело 55.725 становника.

## Становништво
Према процени, у граду је 2008. живело 55.725 становника.
| 1981.  | 1991.  | 2001.  |
| ------ | ------ | ------ |
| 38.671 | 42.178 | 50.826 |

## Градови побратими
- Грејпвајн